# Mieszko I van Teschen
Mieszko I van Teschen (circa 1252/1256 - rond 27 augustus 1315) was van 1281 tot 1290 samen met zijn broer Przemysław hertog van Ratibor en vervolgens van 1290 tot 1315 hertog van Teschen. Hij behoorde tot de Opole-tak van het huis Piasten.

## Levensloop
Mieszko was de oudste zoon van hertog Wladislaus I van Opole en Euphemia van Groot-Polen, dochter van hertog Wladislaus Odonic. Hij huwde voor 1280 met een vrouw wier naam en herkomst onbekend zijn en die rond 1303 stierf. Ze kregen drie kinderen:
- Wladislaus (circa 1275/1280 - 1324), hertog van Auschwitz
- Casimir I (circa 1280/1290 - 1358), hertog van Teschen
- Viola Elisabeth (circa 1291 - 1317), huwde in 1305 met koning Wenceslaus III van Bohemen

Na de dood van zijn vader in 1281 werd het hertogdom Opole onder Mieszko en zijn drie jongere broers verdeeld. Voorlopig behield Mieszko samen met zijn jongste en minderjarige broer Przemysław de districten Ratibor, Teschen en Auschwitz. Nadat Przemysław in 1290 officieel volwassen werd, werden deze drie gebieden onder de twee broers verdeeld. Mieszko I behield daarbij de districten Teschen en Auschwitz, die het hertogdom Teschen vormden. 
Net als zijn broers wendde Mieszko zich op politiek vlak tot het koninkrijk Bohemen. Hij weigerde dan ook om kandidaturen van aanverwanten uit het huis Piasten op de Poolse troon te ondersteunen. Al in januari 1291 huldigde hij in Olomouc samen met zijn broer Bolko I koning Wenceslaus II van Bohemen. Tegelijk sloten ze een bondgenootschap, waarbij Mieszko en Bolko koning Wenceslaus II erkenden als hun leenheer. De broers moesten Wenceslaus beloven om hem te steunen bij zijn rechten die hij wilde doordrukken en persoonlijk deel te nemen of troepen te sturen als Wenceslaus een veldtocht zou organiseren. Daarnaast moesten ze ook hun kastelen openstellen voor Wenceslaus II en beloofde Wenceslaus hen een beloning bij eventuele veroveringen. Vooral het bondgenootschap met Mieszko was voor Wenceslaus II het belangrijkst, omdat dit hem de toegang gaf tot de Poolse hoofdstad Krakau. Wenceslaus had de verovering van deze stad nodig om zijn ambities op de Poolse troon te kunnen waarmaken. 
In 1292 steunde Mieszko koning Wenceslaus II in de oorlog tegen Wladislaus de Korte, die ook ambities had om de Poolse troon te veroveren. Wladislaus de Korte werd op 9 oktober 1292 bij Sieradz verslagen. Op Pinksteren 1297 was Mieszko samen met andere Silezische hertogen aanwezig bij de kroning van Wenceslaus II tot koning van Bohemen in Praag, net als bij de kroning van Wenceslaus II tot koning van Polen die in 1300 in Gniezno plaatsvond. Vermoedelijk werd nog tijdens het leven van Wenceslaus II Mieszko's dochter Viola aan diens zoon en troonopvolger Wenceslaus III uitgehuwelijkt. Het was ook in 1305 dat Wenceslaus III koning van Bohemen werd, maar die stierf al in 1306. Vervolgens was Mieszko een bondgenoot van de Boheemse koning Jan van Luxemburg.
Net als zijn vader en zijn broers voerde Mieszko I een intensieve nederzettingenpolitiek. Zo liet hij talrijke dorpen oprichten en gaf hij verschillende steden, waaronder Teschen en Auschwitz, stadsrechten. Na zijn dood in 1315 werd zijn hertogdom verdeeld onder zijn twee zonen. Wladislaus kreeg het district Auschwitz en Casimir het district Teschen.